# Hewlett Packard Enterprise Networking
Hewlett Packard Enterprise și entitățile sale predecesoare au o lungă istorie în dezvoltarea și vânzarea produselor de rețea. Astăzi ei oferă componente de rețea pentru campusuri și afaceri mici prin intermediul companiei sale deținute integral Aruba Networks, care a fost achiziționată în 2015. Înainte de aceasta, HP Networking era entitatea din cadrul HP care oferea produse de networking.

## Istoric
HP se află de zeci de ani în industria de rețea și switch-uri.  Divizia de rețea HP a fost cunoscută anterior ca HP ProCurve. Divizia HP care a devenit divizia HP ProCurve a început în Roseville, CA, în anul 1979. Inițial făcea parte din Divizia de sisteme de date (DSD) HP și era cunoscută sub numele de DSD-Roseville. Mai târziu, a fost numită Divizia de Rețele Roseville (RND), apoi Divizia de Rețele a Grupului de Lucru (WND), înainte de a deveni ProCurve Networking Business (PNB). Data depunerii mărcii pentru numele ProCurve a fost 25 februarie 1998. 
La 11 august 2008, HP a anunțat achiziția Colubris Networks, producător de capabilități wireless, precum standardul 802.11n . Aceasta s-a finalizat la 1 octombrie 2008 
La 11 noiembrie 2009, HP și-a anunțat intenția de a achiziționa 3Com Corporation pentru 2,7 miliarde de dolari.  În aprilie 2010, HP și-a finalizat achiziția. 
În aprilie 2010, după achiziționarea de către HP a 3Com Corporation, HP a combinat entitățile ProCurve și 3Com ca HP Networking.  
- HP ProCurve . Cu sediul în Roseville, CA, SUA. Dezvoltator de switch-uri de rețea și soluții wireless.  Vânzări globale.
- Achiziționat 3Com Corporation. Cu sediul în Marlborough, MA, SUA. Vânzări globale în afara Chinei.
- Divizia 3Com H3C Technologies Co., Ltd. Cu sediul în Hangzhou, China. Dezvoltator de switch-uri de rețea, routere, telefonie și soluții wireless.  Vânzări în China.
- Divizia 3Com TippingPoint. Cu sediul în Austin, Texas. Dezvoltator de soluții de securitate în rețea , în special sisteme de prevenire a intruziunilor. Vânzări globale.

Pe 19 mai 2015, HP a finalizat achiziția Aruba Networks și ulterior și-a mutat toate activitățile de rețea în entitatea Aruba Networking.

## Produse și tehnologii
Hewlett Packard Enterprise prin Aruba Networks vinde produse de rețea HP pentru companii, școli și entități guvernamentale.

### Produse
- Comutatoare : HP oferă o serie de switch-uri de rețea pentru diverse locații și configurații: nucleul centrului de date, accesul centrului de date, comutatorul blade HP BladeSystem, nucleul / distribuția LAN campus și accesul LAN campus / ramură, precum și întreprinderile mici - web inteligent gestionate și mici afaceri - neadministrate.
- Securitatea rețelei : modulele și dispozitivele de securitate HP includ sisteme de prevenire a intruziunilor, firewall-uri tradiționale, gestionarea centralizată a modulelor și a dispozitivelor, gestionarea centralizată a accesului la rețea și gestionarea centralizată a amenințărilor. HP oferă, de asemenea, cercetări de securitate, furnizate ca informații de securitate acționabile.
- Administrarea rețelei : HP Intelligent Management Center oferă funcții de monitorizare și gestionare a configurației rețelei pentru o rețea eterogenă .
- LAN fără fir (WLAN): HP oferă mai multe serii diferite de switch-uri de întreprindere unificate prin cablu-WLAN, puncte de acces pentru întreprindere 802.11ac și 802.11n, module Unified Wired-WLAN și serie de controlere fără fir de sine stătătoare, punți client WLAN, Walljacks unificate, adaptoare wireless, Securitate WLAN și un instrument de planificare RF.
- Rutere : Ruterele HP includ o serie de produse pentru locațiile sucursalei (port fix, modular și virtual), campus (modular) și centru de date (modular).
- Transmițătoare și accesorii: Transmițătoarele includ serii pentru SFP 1G / 100M, SFP + 10G, X2 10G, XFP 10G și GBIC. Cablurile includ CAT 5e, CX4, cupru cu atașare directă și fibră optică. Sunt disponibile și adaptoare diverse, surse de alimentare externe, kituri de interconectare și kituri de montare pe rack.